# Vendela Skytte
Vendela (även Wendela) Skytte, född 8 december 1608, död 18 augusti 1629 i Stralsund, var en svensk adelsdam, författare (poet), brevskrivare och känd akademisk personlighet.

## Biografi
Vendela Skytte var dotter till riksrådet och friherren Johan Skytte och hans fru Maria Näf. Hon gifte sig i maj 1626 med Hans Kyle till Frötuna, Drettinge, Harg och Berga. 
Vendela Skytte var under sin samtid och långt efteråt vida omtalad och känd för sin bildning som en "lärd dam". Hon fick en ovanligt bra utbildning för sitt kön. Även adelsdamers bildning var på denna tid i allmänhet bristfällig, och hennes intelligens, vältalighet och kunskaper väckte stort uppseende. Fadern lät henne få samma utbildning som bröderna, och ska också ha undervisat henne själv. 
Hon har kallats den mest bildade kvinnan i Sverige före drottning Kristina. Hon talade latin, franska, tyska och grekiska, och studerade teologi, etik, historia, filologi och geografi. Hon visades i miljöer där humanister som Thomas More, Erasmus av Rotterdam och Juan Luis Vives var tongivande. Hon diktade och brevväxlade på latin. En av hennes brevvänner ska ha varit Catharina Burea. 
Hon höll en så kallad salong och deltog i samtida debatt. Georg Stiernhielm skrev "sexus et sasculi mi-raculum", sitt köns och sitt århundrades underverk, på grund av hennes skönhet och bildning. Hon sågs som ett svenskt exempel på mer berömda kvinnliga "lärda" i utlandet. Hon fick länge utgöra ett slags idealbild och exempel för en välutbildad kvinna, då hon ansågs bevara sin "kvinnlighet" trots sin lärdom, något som under denna tid sågs som motsättningar. 
Enligt legenden ska hon ha debatterat katolicismen med akademiker i Braunsberg (Braniewo) i Ostpreussen, "varvid hon med överlägsen skicklighet på latin bestridde den katolska religionens förnämsta satser" på stadens jesuitkollegium. 
Hon avled i Stralsund i pesten med sitt nyligen födda barn och efterlämnade två döttrar. Begravd i Uppsala domkyrka.
"Ack, längre liv dagsländorna ej föra:

Med soln framkomma och försvinna de.

När aftonvinden sörjer kring ditt öra,

I den en bild av mina öden se!

Så kring min grav far vemodsfull sylfiden

Och blåser bort mitt minne ut ur tiden

VITALIS"
I det första nationella porträttgalleriet på Gripsholms slott under 1820-talet ingick hennes porträtt bland tavlorna av sex berömda svenska kvinnor; de övriga var heliga Birgitta, Hedvig Charlotta Nordenflycht, Barbro Stigsdotter (Svinhufvud), Sophia Rosenhane och Sophia Elisabet Brenner.